# Ocosia possi
Ocosia possi är en fiskart som beskrevs av Mandrytsa och Usachev, 1990. Ocosia possi ingår i släktet Ocosia och familjen Tetrarogidae. IUCN kategoriserar arten globalt som livskraftig. Inga underarter finns listade i Catalogue of Life.